# Ignatios I. Konstantinopolský
Ignatios I. Konstantinopolský (také Ignác; řecky: Ιγνάτιος), (asi 798 – 23. října 877) byl konstantinopolský patriarcha od 4. července 847 do 23. října 858 a od 23. listopadu 867 do své smrti 23. října 877. V katolické církvi a východních pravoslavných církvích je považován za svatého se svátkem 23. října.

## Životopis
Ignác, původním jménem Niketas, byl synem byzantského císaře Michaela I. Rangabeho a Prokopie. Jeho dědečkem z matčiny strany byl císař Nikeforos I. Ještě jako dítě byl Niketas jmenován velitelem nového sboru císařské gardy Hikanatoi. Po sesazení svého otce v roce 813 byl násilně vykastrován (a tím se stal nezpůsobilým stát se císařem, protože císařem nemohl být eunuch) a tonzurován. Založil tři monastýry na Princových ostrovech, oblíbeném místě pro vyhnanství tonzurovaných členů císařského rodu. Svatý Ignác založil další kláštery a svatyně – založil monastýr sv. Archandělů.
Císařovna Theodora jmenovala v roce 847 Ignáce, zarytého odpůrce ikonoklasmu, nástupcem Metoděje I. jako konstantinopolského patriarchu. Ignác se brzy zapletl do konfliktu mezi Studity a umírněnými v církvi, přičemž šlo o to, zda sesadit duchovní, kteří v minulosti spolupracovali s ikonoklasty. Ignác se postavil na stranu horlivých Studitů a sesadil syrakuského arcibiskupa Řehoře Asbestase, vůdce umírněné strany. Asbestas se obrátil s žádostí o nápravu na papeže Lva IV. a zahájil tak období třenic ve vztazích mezi římskou a konstantinopolskou církví.
Ignác byl horlivý kritik caesara Bardase, bratra císařovny Theodory, za jeho hříšný poměr s příbuznou, ztratil však podporu poté, co císař Michael III. a Bardas v roce 857 zbavili Theodoru vlivu. Ignác byl v roce 858 donucen rezignovat a na jeho místo nastoupil laik Fotios, bývalý tajemník a velitel osobní stráže. Tyto otázky se projednávaly na koncilech v Konstantinopoli v roce 859 a znovu v roce 861. Fotios zvrátil některé kroky svého předchůdce, proto se Ignácovi stoupenci obrátili na papeže Mikuláše I., který se nejprve snažil do sporu nezasahovat, ale pak Fotiose roku 863 odsoudil. Bezprostředními otázkami sporu byla záležitost papežské přednosti před patriarchou a jurisdikce nad nově obráceným Bulharskem.
Basil I. Makedonský si v roce 867 uzurpoval byzantský trůn a ve snaze uzavřít spojenectví s Mikulášem I. a Ludvíkem II., císařem Svaté říše římské, vyhnal Fotia a na patriarchální stolec znovu dosadil Ignáce, který pak přesvědčil roku 870 bulharského knížete, aby vyhnal z Bulharska hierarchy latinského obřadu. Ignác a Fotios prováděli stejnou politiku, proto byl Fotios odvolán a znovu dosazen jako vychovatel císařových dětí.
Římské martyrologium o něm zaznamenalo následující:
| „ | Biskup Ignác, který káral caesara Bardase za to, že zavrhl svou ženu, byl napadán mnoha křivdami a poslán do vyhnanství; ale poté, co byl římským papežem Mikulášem opětovně dosazen, konečně v klidu odešel na odpočinek. | “ |

Poté, co Ignác v říjnu 877 zemřel, byl Fotios znovu jmenován patriarchou a přispěl k Ignácově kanonizaci.

## Důsledky
Církevní rozpory mezi biskupskými stolci římským a konstantinopolským, nazývané též jako Fotiovo schizma, se považují za začátek a předznamenání, které později vyvrcholilo do Velkého schizmatu v roce 1054.

## Galerie

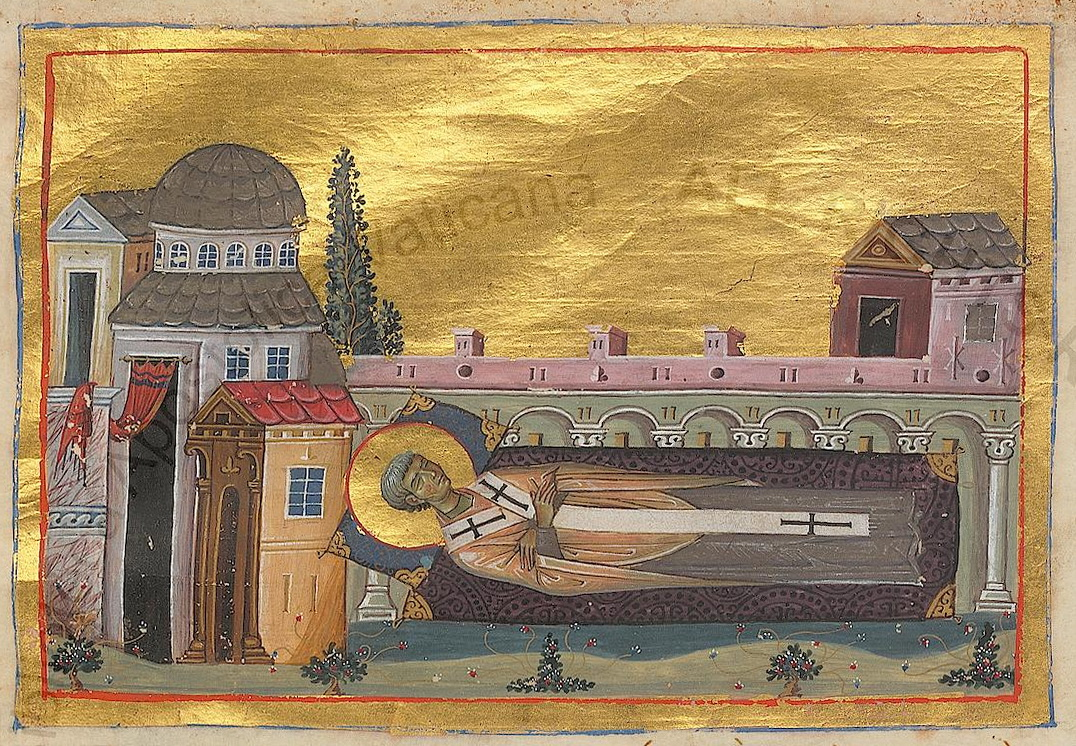
Zesnutí Ignatia Konstantinopolského, Menologium Basila II., kolem roku 1000
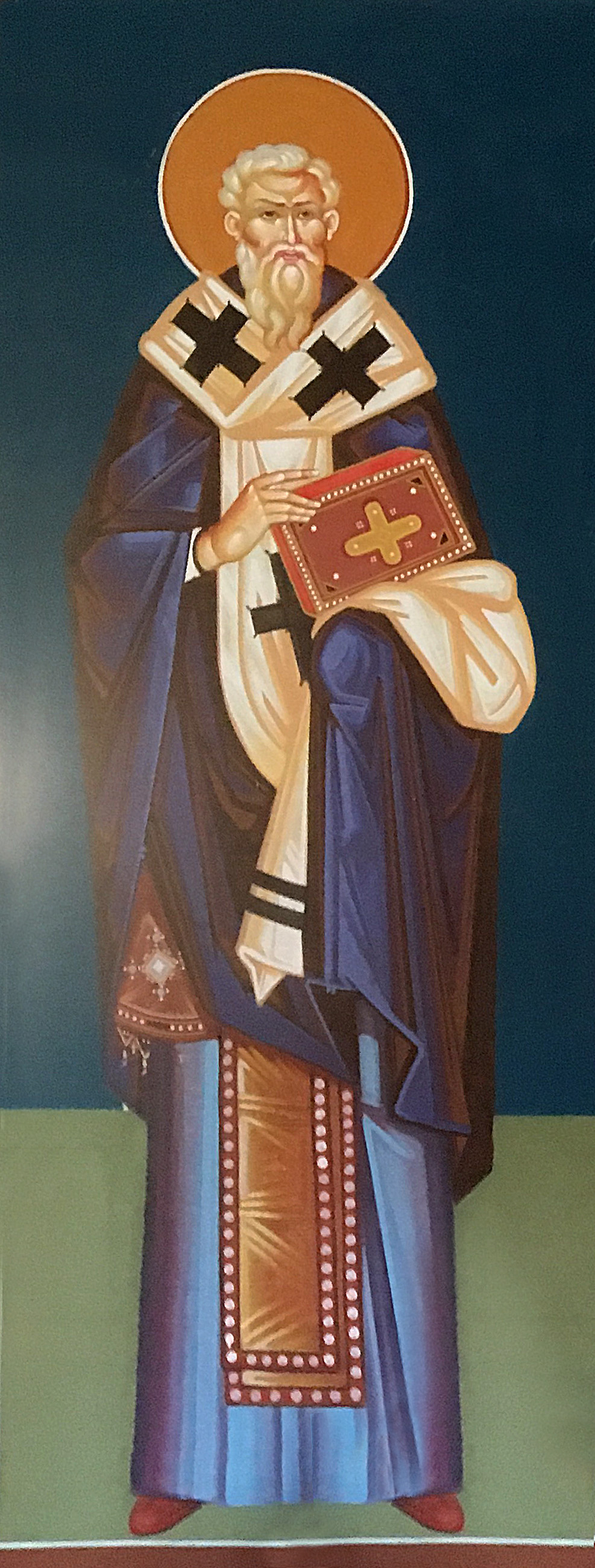
Svatý Ignatios I. Konstantinopolský – ikona
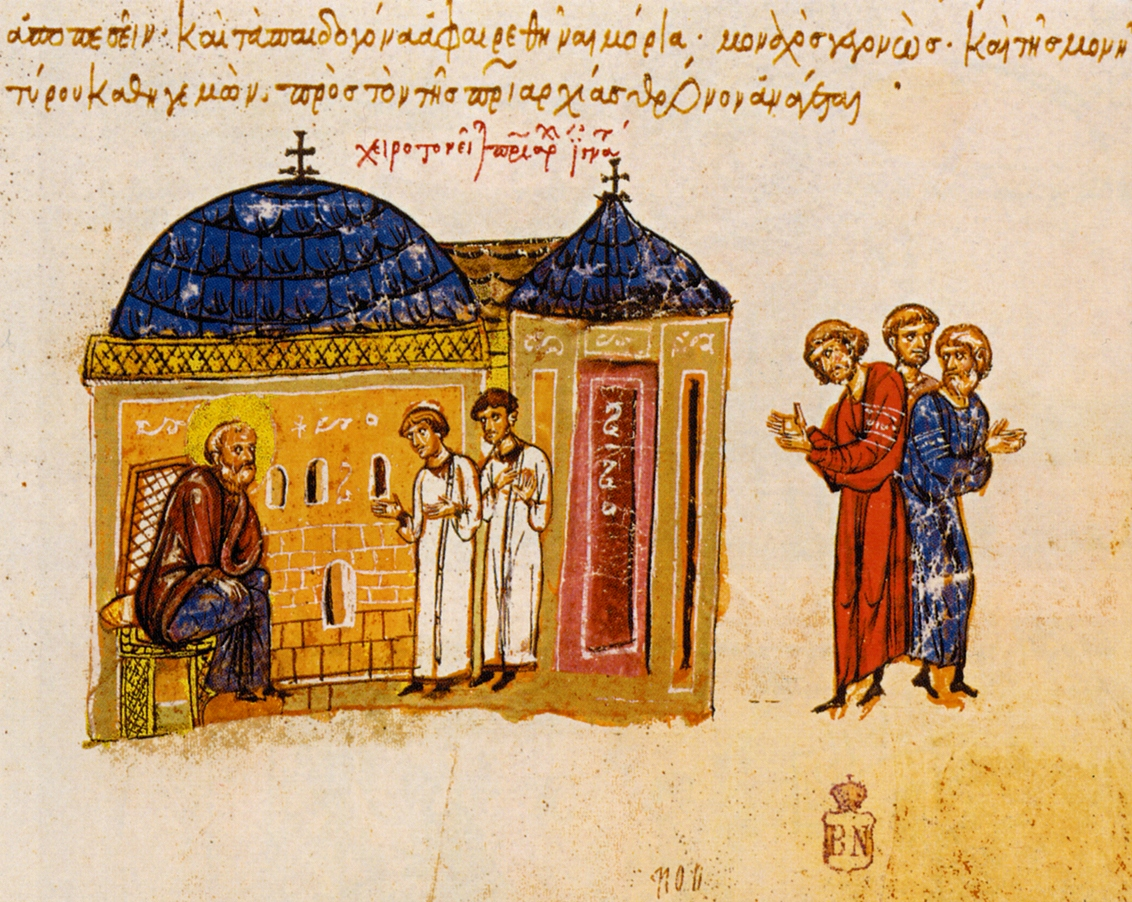
Ignatios s mnichy – zvolení za patriarchu, kronika Jana Skylitzese
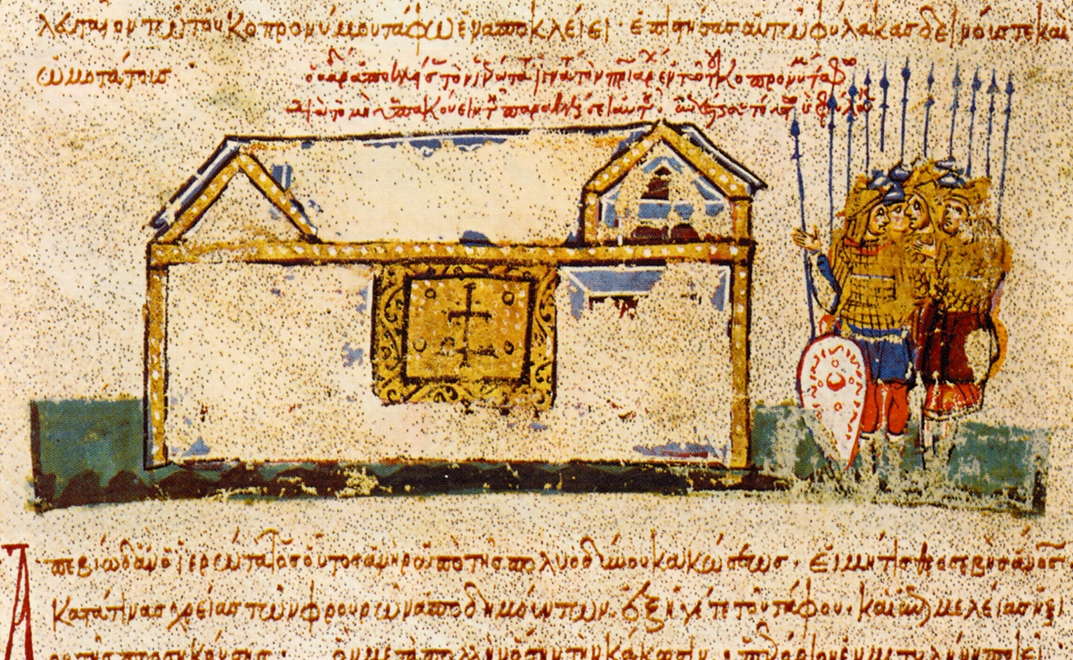
Uvěznění patriarchy Ignáce v hrobce Konstantina V. Kopronymose – kronika Jana Skylitzese.
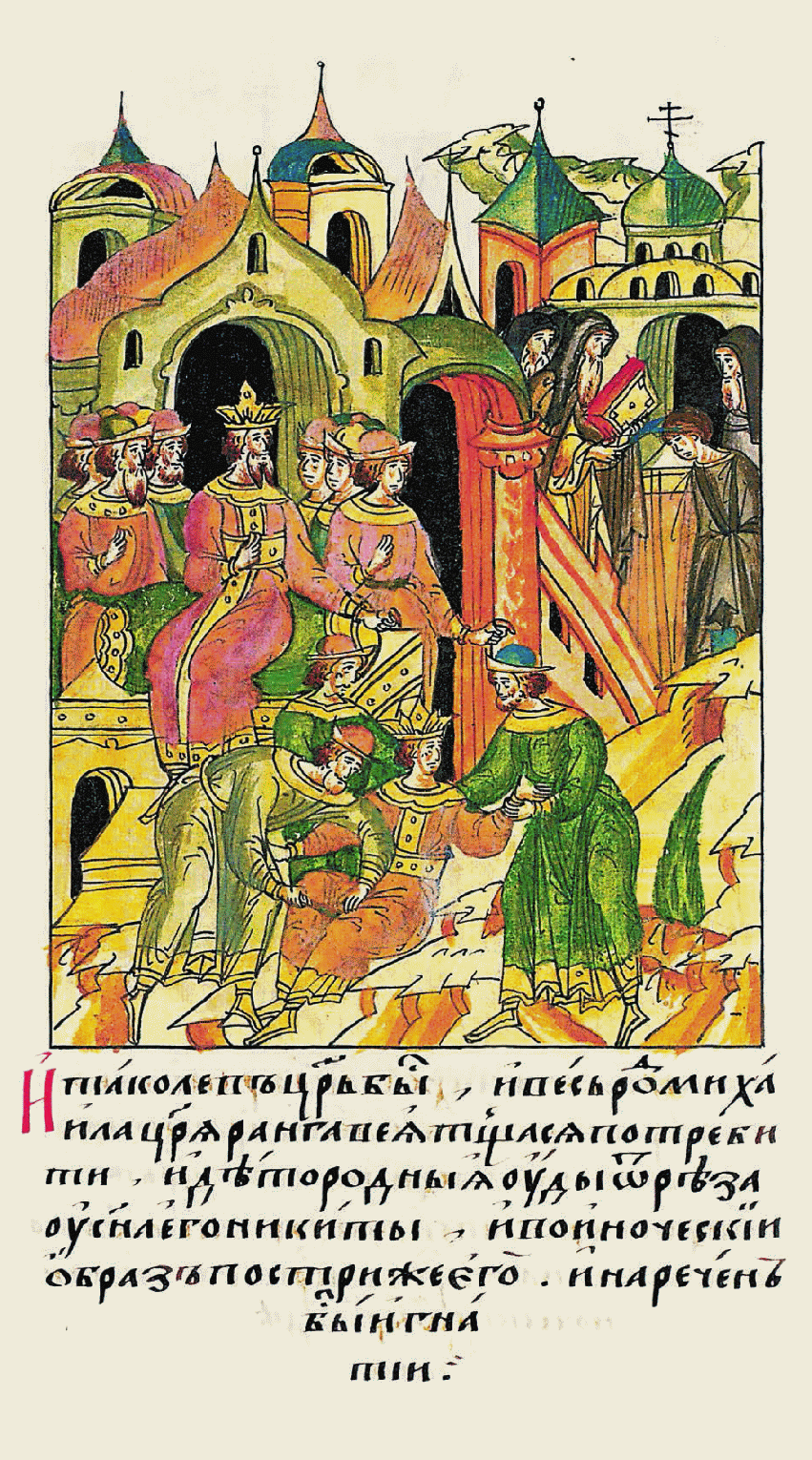
Kastrace Niketase Lvem V. – Ilustrovaná kronika Ivana Hrozného